# فرد کوک (بازیکن فوتبال، زاده۱۸۸۰)
فرد کوک (انگلیسی: Fred Cook؛ 1880 – ۱۹۳۴ (۵۳−۵۴ سال)) بازیکن فوتبال اهل پادشاهی متحد بریتانیای کبیر و ایرلند بود.